# Luchtschip

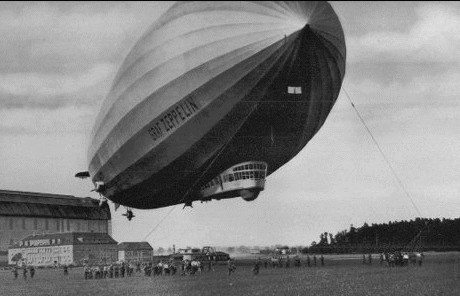
De Graf von Zeppelin

Een luchtschip is een bestuurbaar luchtvaartuig dat lichter is dan lucht. Het bestaat uit een omhulsel dat vanwege de benodigde hefkracht is gevuld met een gas lichter dan lucht: meestal waterstof of helium. Hieronder hangen een cabine (ook wel gondel genoemd) en een aantal motoren voorzien van propellers waardoor het luchtschip zich actief kan verplaatsen. Een luchtschip is net als een ballon een aerostaat, lichter dan lucht, maar vliegt op motorkracht en is gestroomlijnd, en is dus veel minder afhankelijk van de wind dan een ballon.

## Soorten luchtschepen
Er bestaan verschillende soorten luchtschepen:
Star/stijf luchtschip, onder andere de ZeppelinDit heeft een skelet, vaak van aluminium, dat door een stoffen bekleding wordt beschermd, en waarin zakken zijn aangebracht met daarin het gas (vanouds waterstof) waaraan het zijn drijfvermogen ontleent.
Blimp of slap luchtschipDit heeft geen skelet maar behoudt zijn vorm door de overdruk in de ballon ten opzichte van de atmosfeer.
Halfslap, halfstar of halfstijf luchtschip, zoals de Zeppelin NTDit heeft geen volledig skelet, maar alleen een versterkte kiel, vaak langs de gehele onderzijde. Aan deze kiel is de gondel bevestigd. De overdruk in de ballon kan hierdoor lager zijn dan bij een blimp doordat het frame de ballon deels in vorm houdt.
Metalen luchtschipDit heeft een huid van uiterst dun metaal in plaats van het gebruikelijke rubber in combinatie met stof (vaak nylon). Van dit model zijn voor zover bekend slechts vier gebouwd, waarvan er maar twee daadwerkelijk hebben gevlogen. De huid zorgt voor de stevigheid, samen met de overdruk in de ballon. Deze soort wordt zowel tot de starre als slappe luchtschepen gerekend.
Thermisch luchtschipEen luchtschip gevuld met warme lucht in plaats van gas.
Hybride luchtschipDit is een luchtschip dat gecombineerd is met een vliegtuig of helikopter. Door de combinatie van drijfvermogen van de ballon en de kracht van een vliegtuig heeft het meer hefvermogen.

## Geschiedenis van het luchtschip

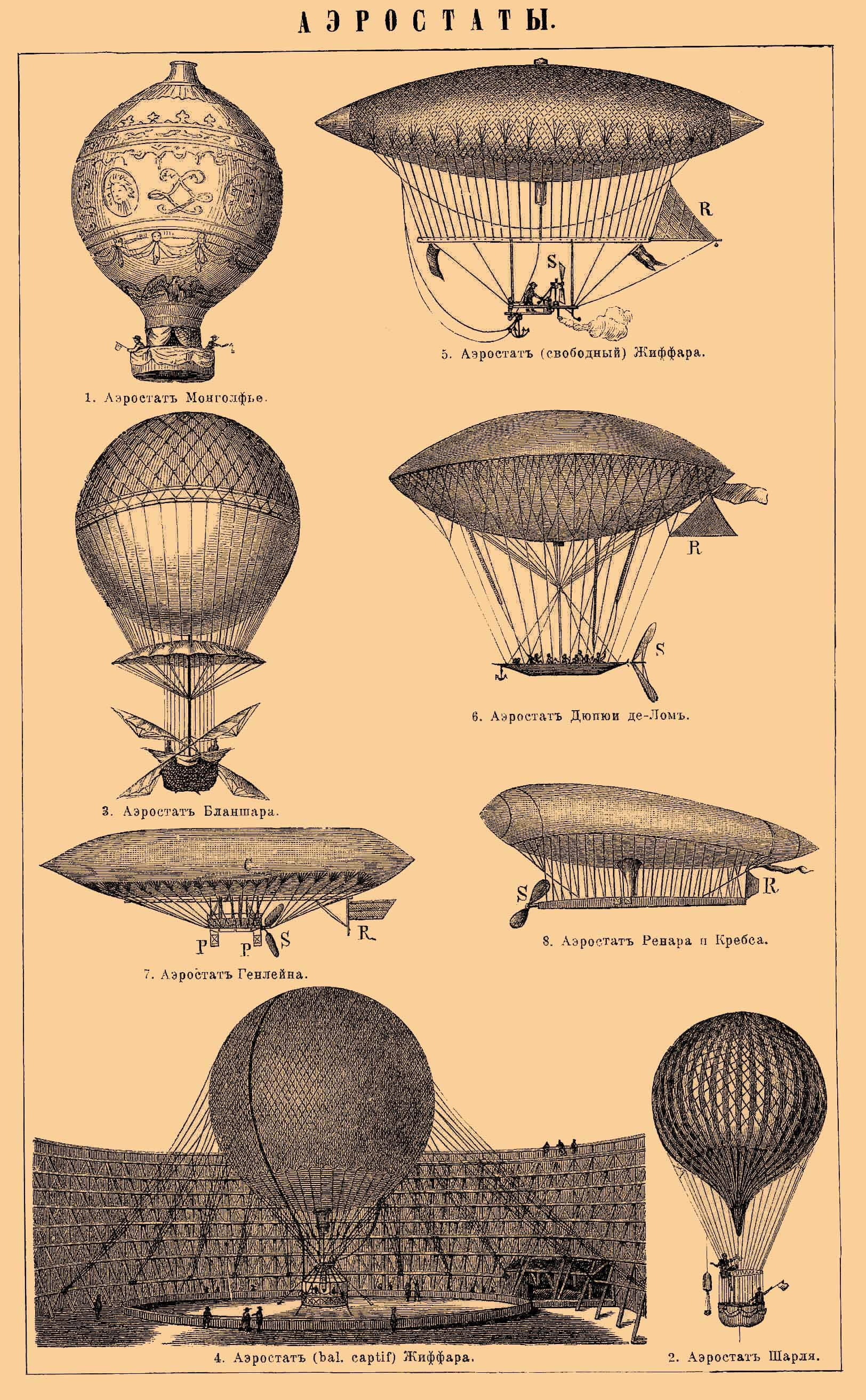
Luchtschepen en luchtballonnen, geschiedkundig overzicht uit het begin van de 20e eeuw

Francesco Lana de Terzi tekende in 1670 reeds een theoretisch model voor een vacuüm luchtschip.
In 1783, kort na het begin van de ballonvaart, ontwierp de Franse geleerde Jean Baptiste Marie Meusnier de La Place (1754–1793) een bestuurbare ballon die met drie propellers en een soort van roer moest worden gestuurd. Het ontwerp werd echter nooit uitgevoerd.
Ook de Britse luchtvaartpionier Sir George Cayley maakte in 1816 een plan voor een bestuurbare ballon die grote afstanden zou moeten afleggen en aangedreven zou worden door een stoommachine.
De eerste luchtschepen ontstonden in het midden van de 19e eeuw uit de ballon. De eerste persoon die een echte vlucht maakte in een bestuurbare ballon, was de Fransman Henri Giffard. Hij maakte in 1852 een luchtschip op stoomkracht. De ontwikkeling ging gestaag door in de tien jaar erop. Paul Haenlein ontwikkelde een luchtschip met interne verbrandingsmotor, die op gas liep. Hij vloog hiermee over Wenen.
In 1883 maakte Gaston Tissandier het eerste elektrisch aangedreven luchtschip. Een jaar later maakten de Franse officieren Charles Renard en Arthur Constantin Krebs voor het eerst een vlucht in een volledig bestuurbaar luchtschip; de La France. Andere grote namen in de ontwikkeling van het luchtschip waren David Schwarz, Ferdinand von Zeppelin en Alberto Santos-Dumont.
De tijd die als het gouden tijdperk van de luchtschepen wordt beschouwd, begon in juli 1900. Toen werd de Zeppelin LZ 1 in gebruik genomen; het eerste luchtschip van een succesvolle reeks. Aanvankelijk werd het ingezet voor passagiersvluchten, maar in de Eerste Wereldoorlog begonnen onder andere de Fransen, Duitsers en Italianen te experimenteren met luchtschepen voor militaire doeleinden. Albert Caquot ontwierp in 1914 een observatieluchtschip voor het Franse leger. Dit werd tegen het eind van de oorlog onder andere door de Britten en Amerikanen gebruikt. De luchtschepen bleken echter niet op grote schaal inzetbaar in gevechten.
Na de Eerste Wereldoorlog werden luchtschepen weer ingezet voor vreedzame doeleinden. In de jaren 20 en 30 ontstond er een uitgebreide dienstregeling van vluchten over de Atlantische Oceaan. Luchtschepen stonden voor luxe: het interieur was ruim en men had door de ramen een goed en uniek uitzicht op wat zich op de grond afspeelde. In deze tijd waren trans-Atlantische vluchten met vliegtuigen nog niet mogelijk en het alternatief voor het luchtschip was een overtocht per schip.
Kort na de ramp met de Hindenburg brak de Tweede Wereldoorlog uit en werd luchtvaart opnieuw een militaire aangelegenheid. Aan het einde van de Tweede Wereldoorlog waren de vliegtuigen dusdanig betrouwbaar geworden dat de wereld geen behoefte meer had aan de langzame, logge luchtschepen. Luchtschepen waren definitief geschiedenis, met uitzondering van een aantal experimentele en militaire luchtschepen die onherbergzame gebieden konden observeren.

### Waterstof of helium
Luchtschepen waren oorspronkelijk meestal gevuld met waterstof. Dit is extreem brandbaar. Later werd dit vervangen door helium, dat onbrandbaar is, een voordeel dat ruimschoots opweegt tegen het 8% mindere drijfvermogen en de hogere prijs. In de glorietijd van de luchtschepen was helium niet beschikbaar. Het kon alleen door de Verenigde Staten geleverd worden en die vertrouwden er niet op dat de Duitsers het gas alleen voor vredelievende doeleinden zouden gebruiken. Vandaar dat toch voor het gevaarlijke waterstof werd gekozen.

## Belangrijke luchtschepen
Er zijn honderden luchtschepen gebouwd, maar slechts een aantal namen is nog steeds bekend.
| Productie- nummer | Naam of nummer  | Waarvoor gebruikt               | Eerste Vlucht    | Levensloop |
| ----------------- | --------------- | ------------------------------- | ---------------- | --- |
| LZ126             | USS Los Angeles | Oorlogsbetaling van de Duitsers | 4 september 1923 | Buiten dienst in 1932; gesloopt in 1939                                                                        |
| R101              | Geen naam       | Passagiersvluchten              | 14 oktober 1929  | De R101 was een vliegend hotel met Britse luxe. Neergestort en verbrand op 5 oktober 1930.                     |
| LZ129             | Hindenburg      | Passagiersvluchten              | 26 maart 1936    | De Hindenburg is het grootste luchtvaartuig ooit gebouwd. Neergestort bij Lakehurst, New Jersey op 6 mei 1937. |

## Experimentele zeppelins

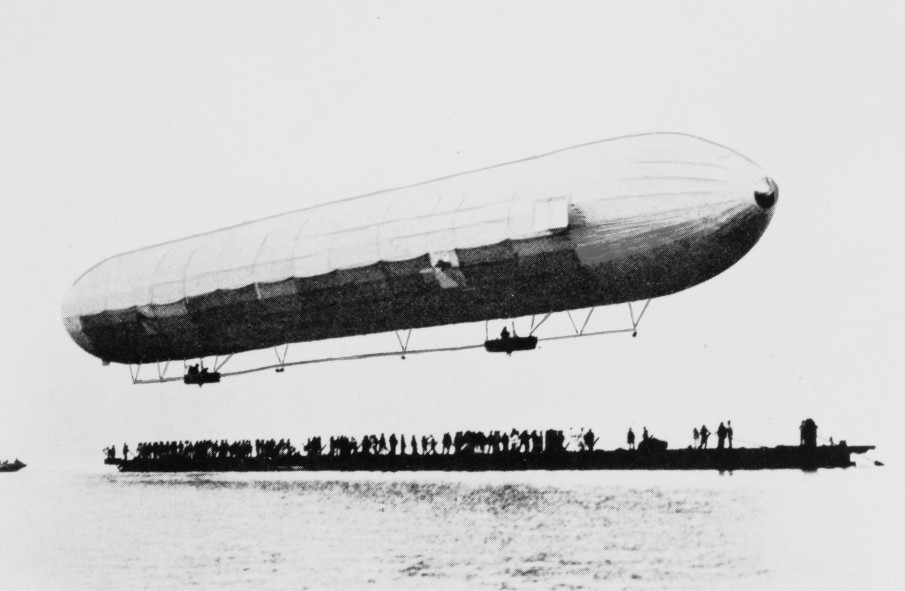
De LZ 1 op zijn eerste vlucht
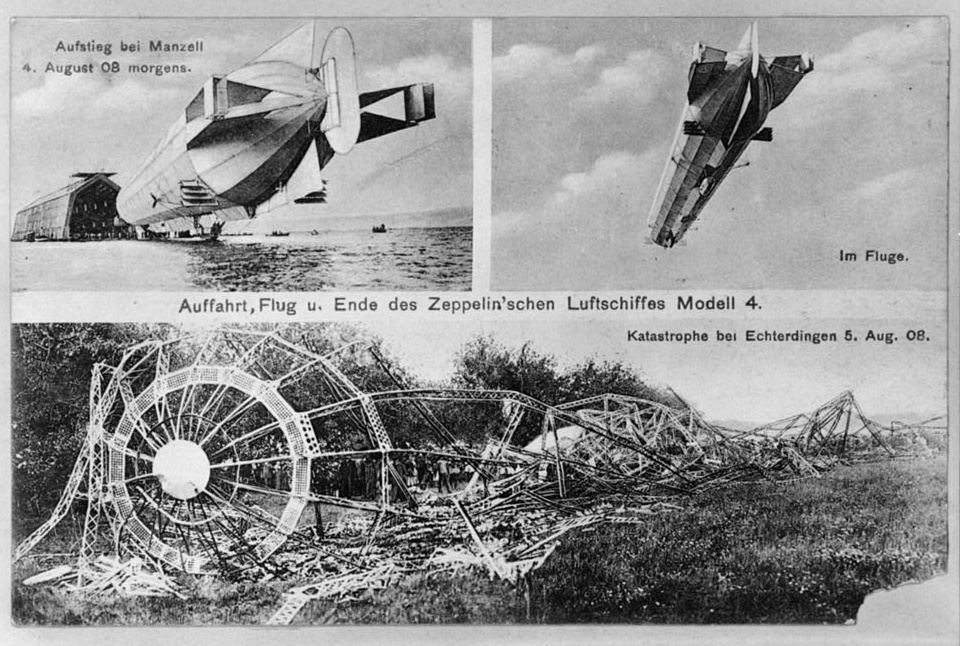
Zeppelin LZ 4 voor, tijdens en na de enige vlucht die het luchtschip maakte
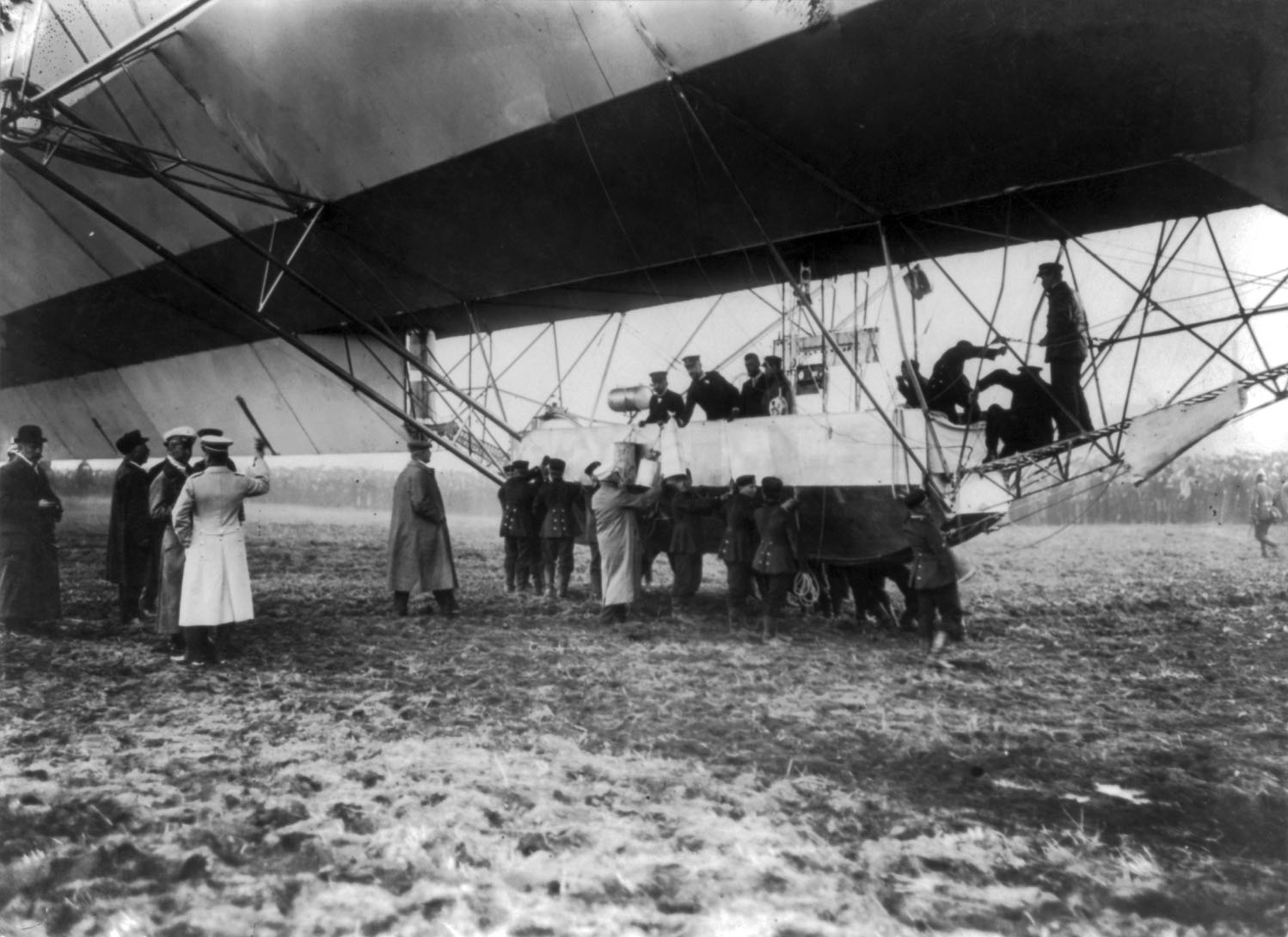
Landing van een zeppelin. Een van de gondels is goed te zien en in de linkerbovenhoek is nog net een propeller zichtbaar.
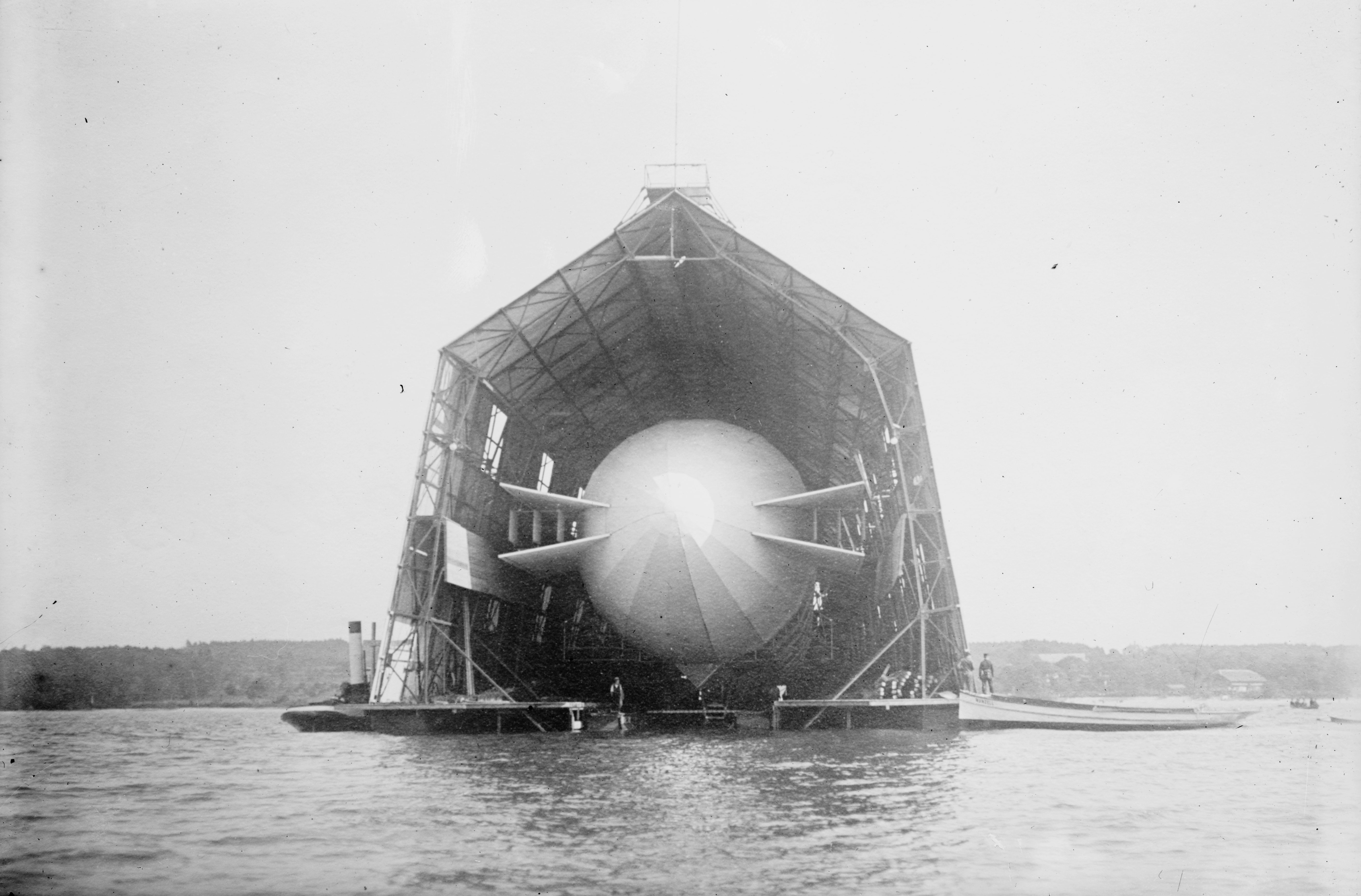
Een zeppelin in een drijvende hangar

## Passagiersvaart

### Duitse passagiersvaart voor de Eerste Wereldoorlog

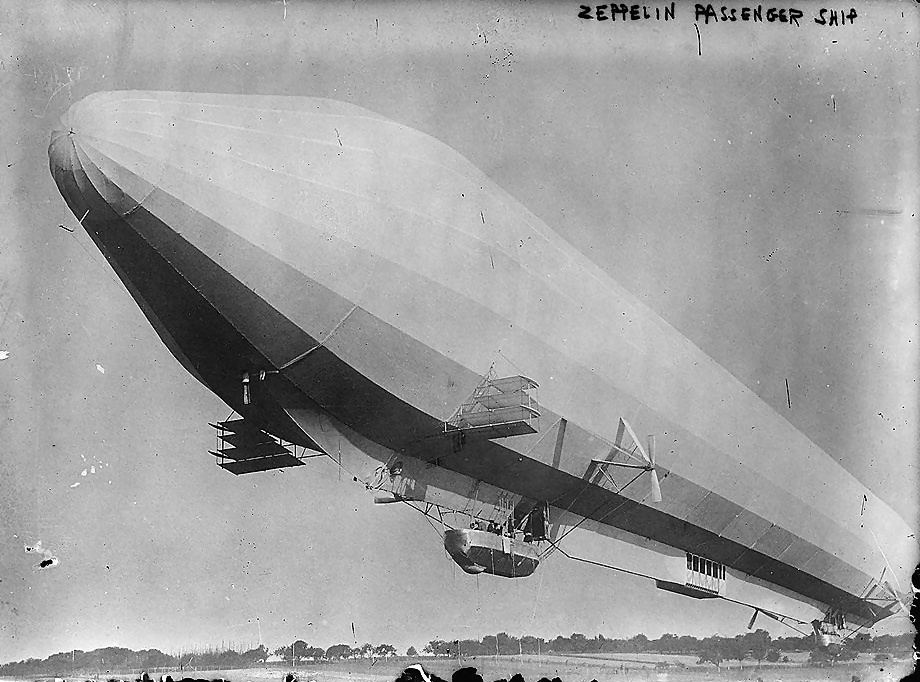
LZ7 Deutschland
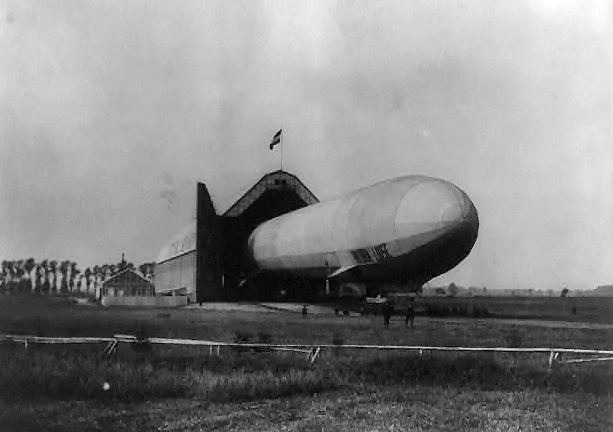
De LZ 11 Viktoria Luise verlaat de hal.
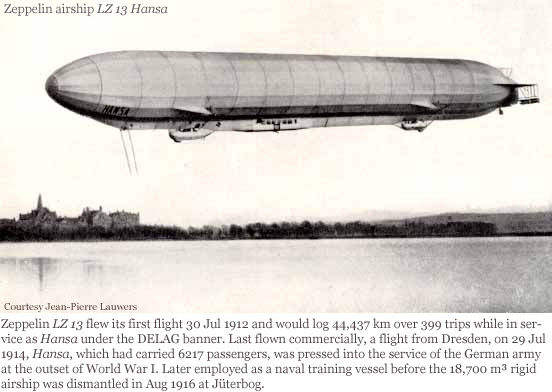
LZ13 Hansa, 1912

### Duitse passagiersvaart na de Eerste Wereldoorlog

De Bodensee op zijn dagelijkse vlucht tussen Berlijn en Friedrichshafen
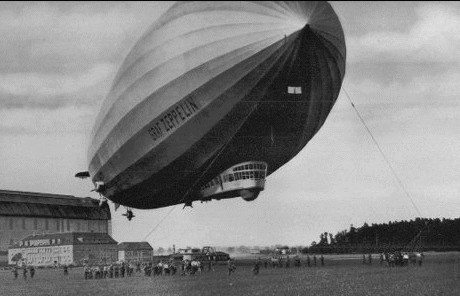
De LZ127 Graf Zeppelin
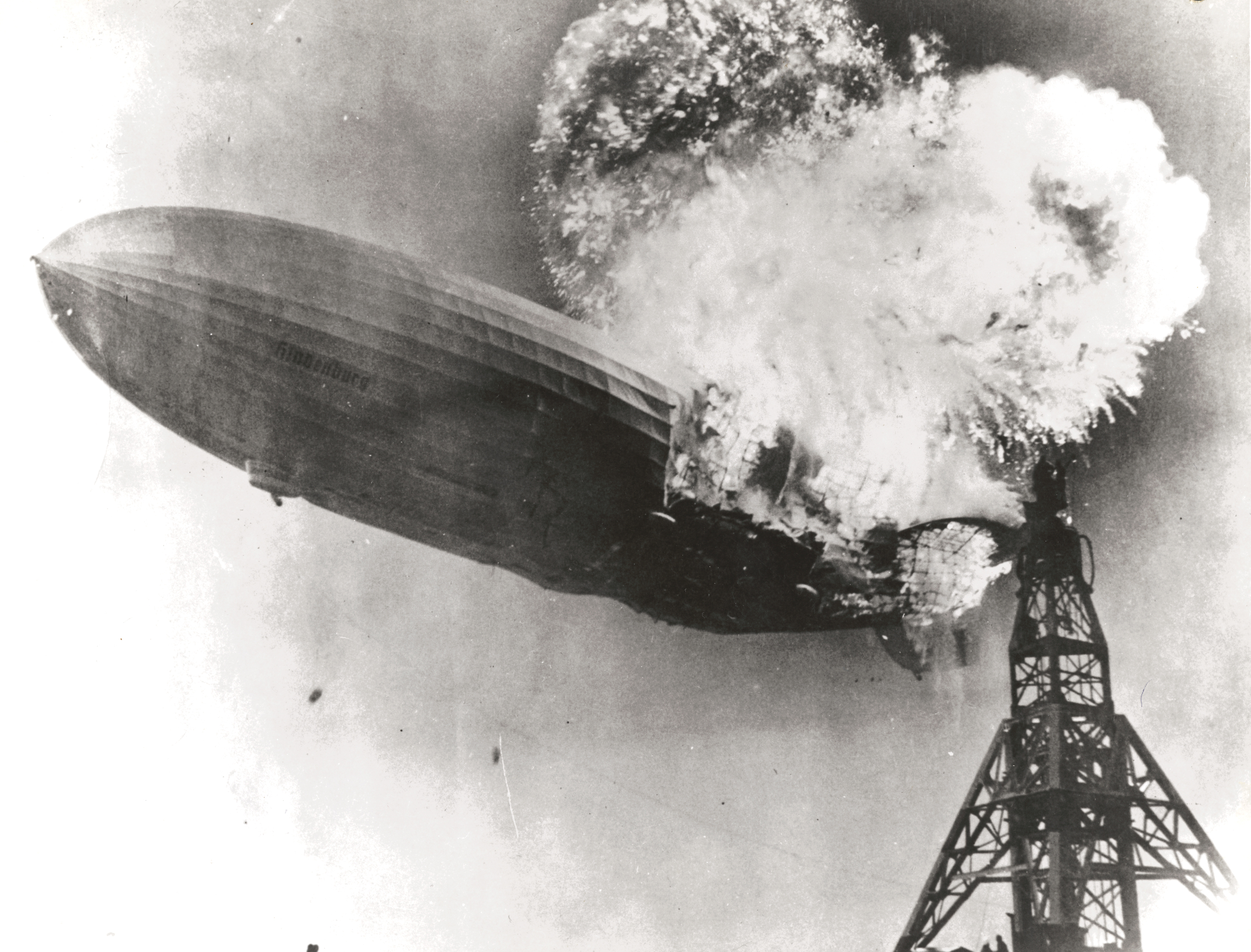
De Hindenburg vliegt in brand

## Militair gebruik

### Duits militair gebruik voor de Eerste Wereldoorlog

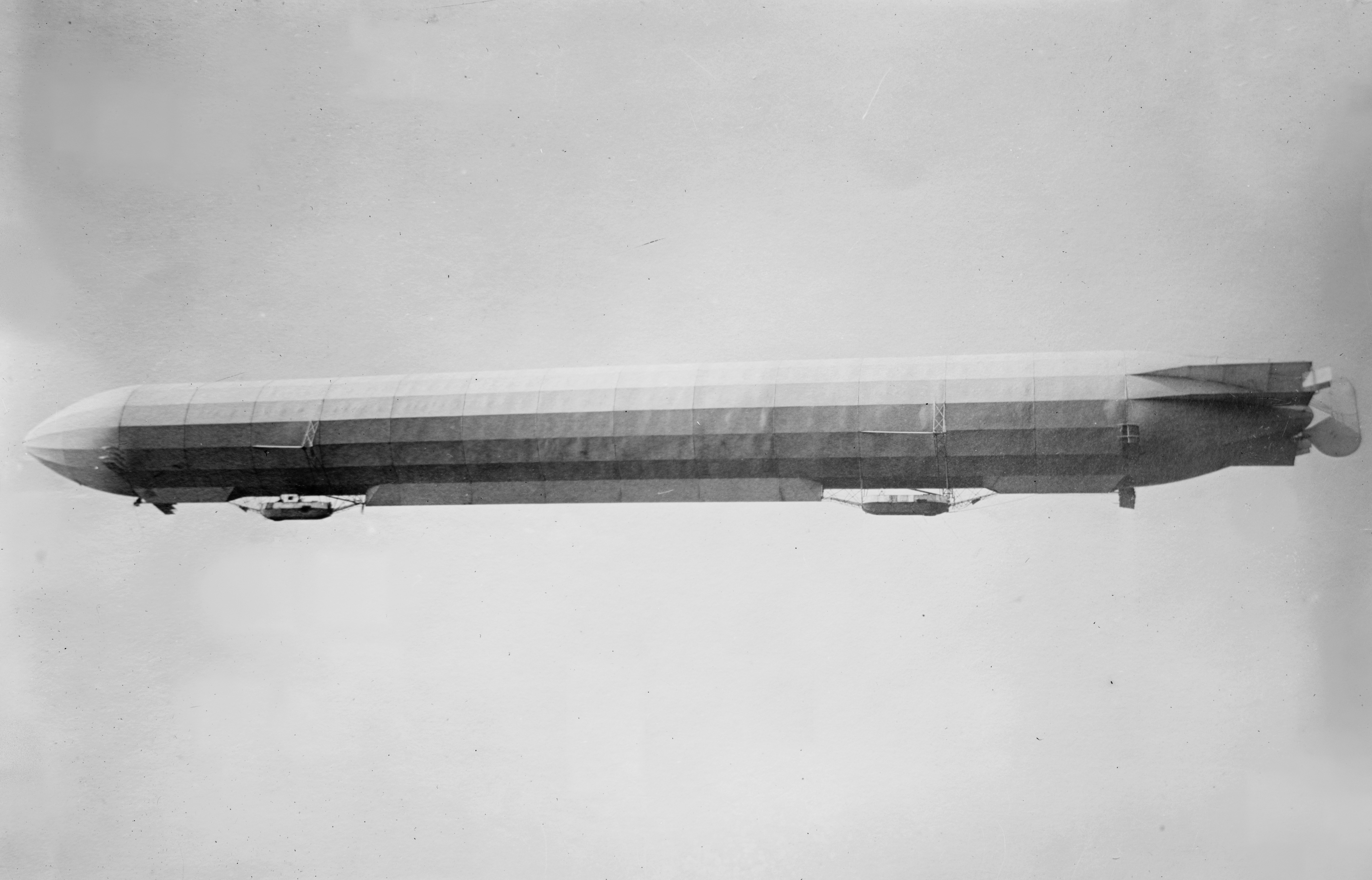
De ZI vliegt weg. Dit is een mooi voorbeeld van een zeppelin, waarbij de gondels goed te zien zijn, evenals de loopgang tussen de gondels.
Z IV te Luneville, Frankrijk, in 1913
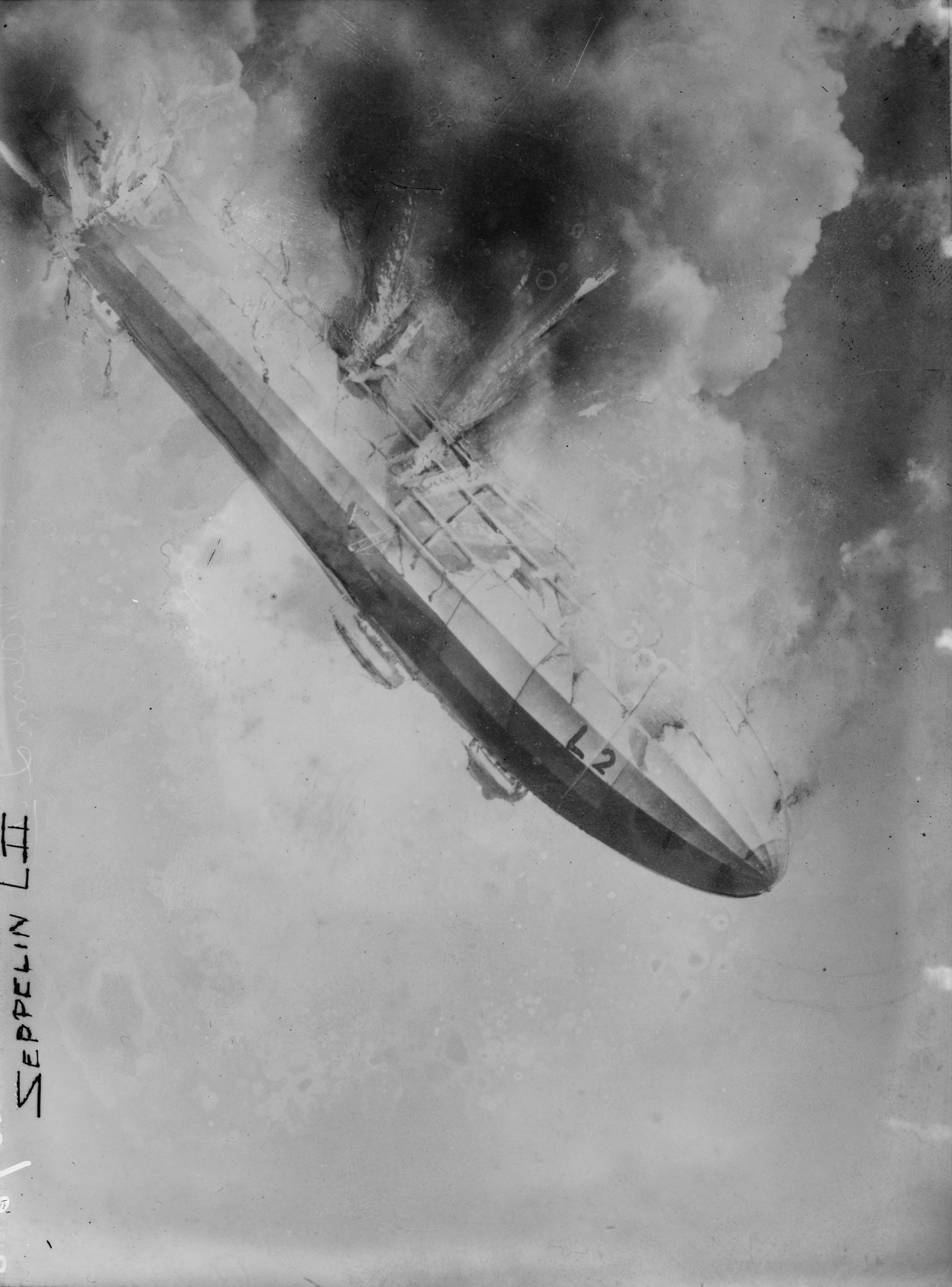
De L2 stort vlak bij de luchtbasis Johannisthal neer.

### Duits militair gebruik in de Eerste Wereldoorlog

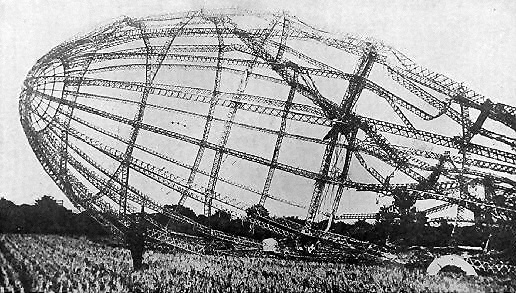
Een wrak van een zeppelin neergeschoten boven Engeland op 23 september 1916
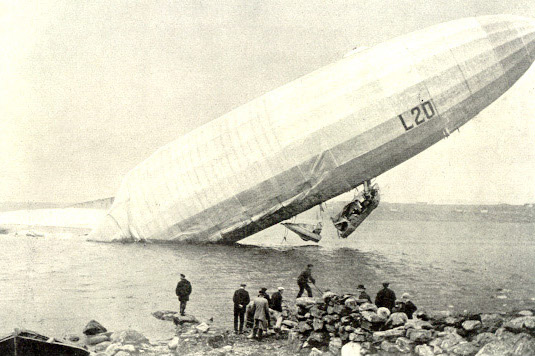
De Duitse L20 gestrand bij Stavanger, 3 mei 1916
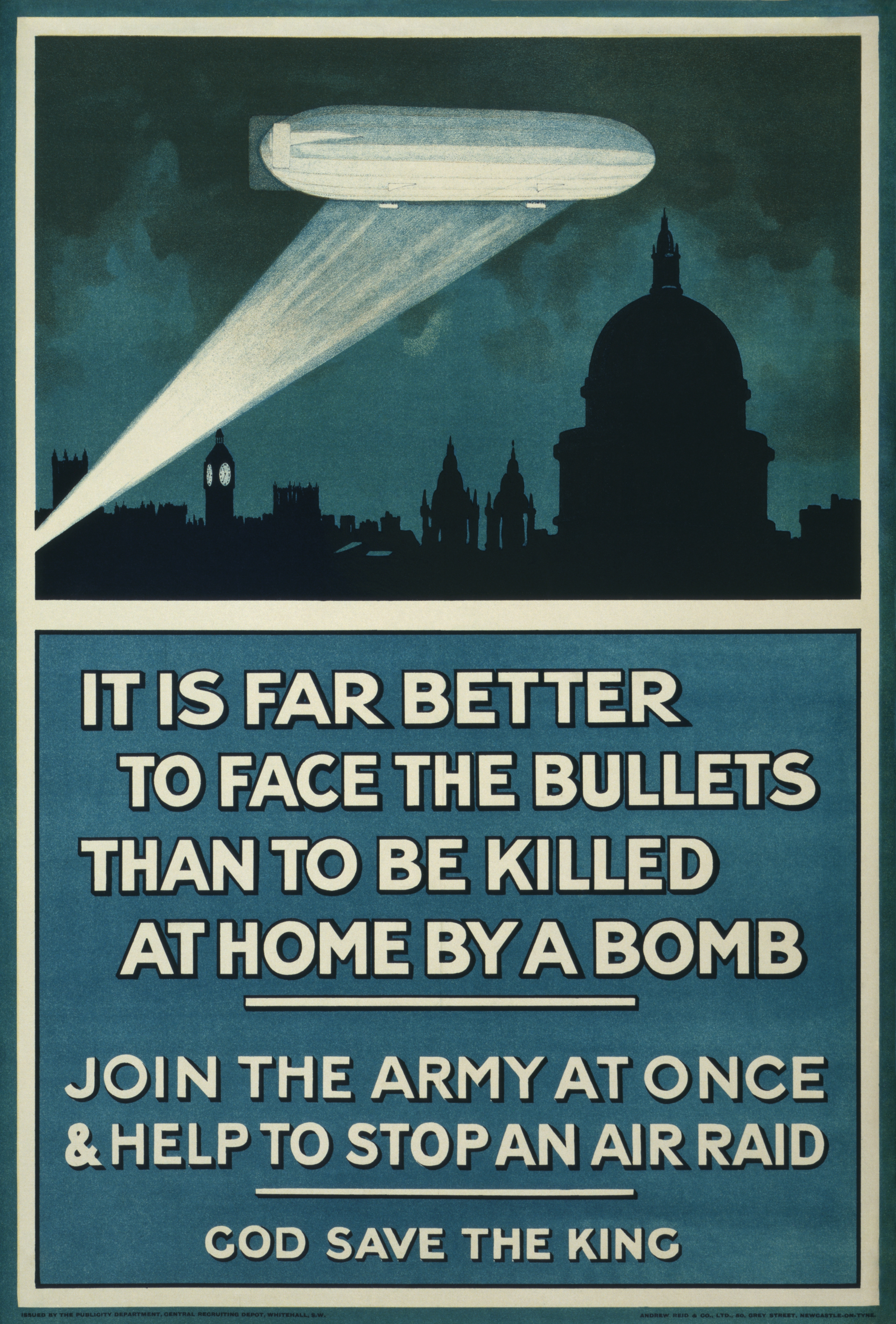
Een poster van het leger

### Brits militair gebruik tijdens de Eerste Wereldoorlog

#### BlimpsenSemi-Rigids

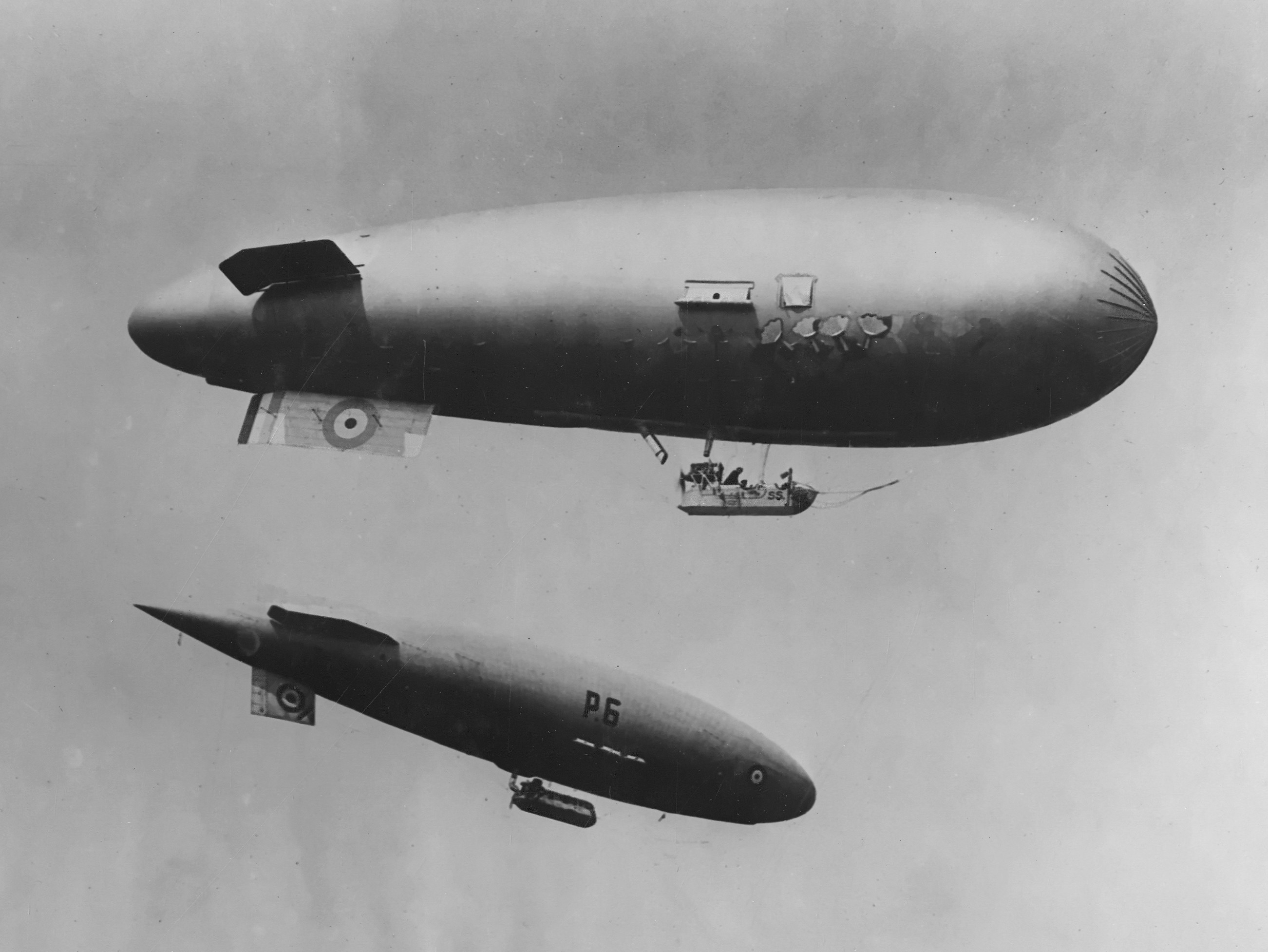
De Britse luchtschepen Zero en Parseval

#### Zeppelin-type

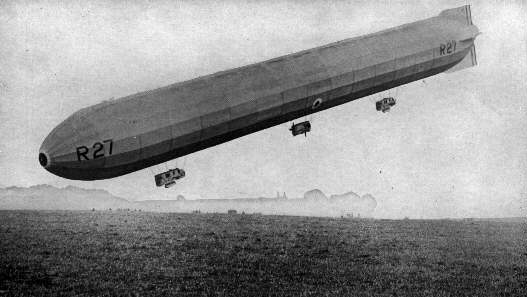
De Britse R27

### Amerikaans militair gebruik na de Eerste Wereldoorlog

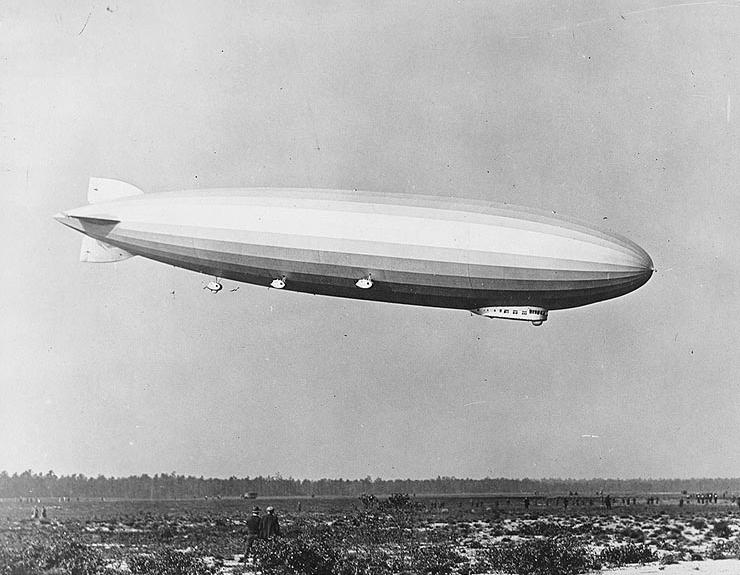
De LZ126 (later USS Los Angeles) arriveert op Lakehurst, New Jersey.
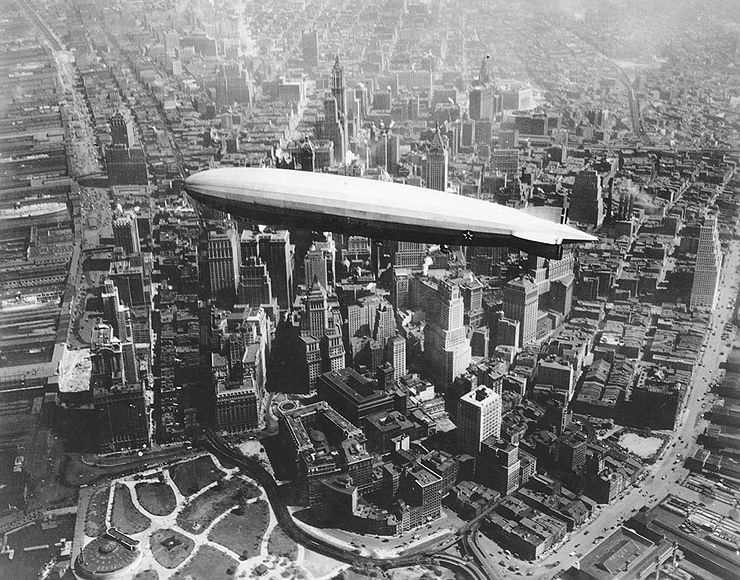
De ZR-3 vliegt boven het zuiden van Manhattan.
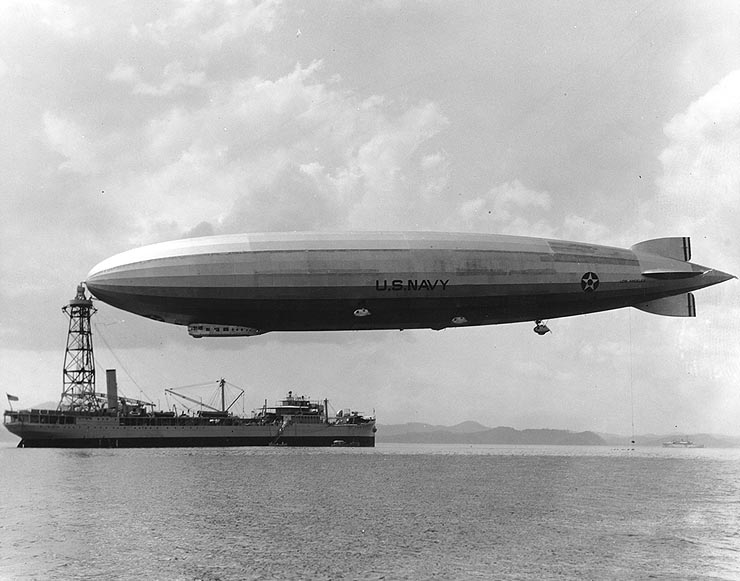
De USS Los Angeles ligt aangemeerd aan de USS Patoka, 1931.
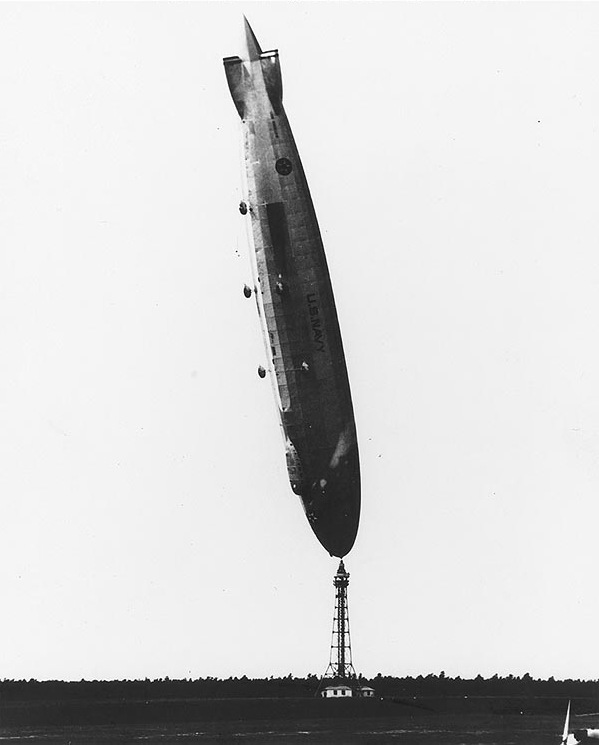
De Los Angeles in verticale positie, nadat de zon het gas had opgewarmd zodat het rijdende anker die enorme kracht niet meer kon dragen en mee in de lucht werd genomen, kort na 13.30 uur op 25 augustus 1927
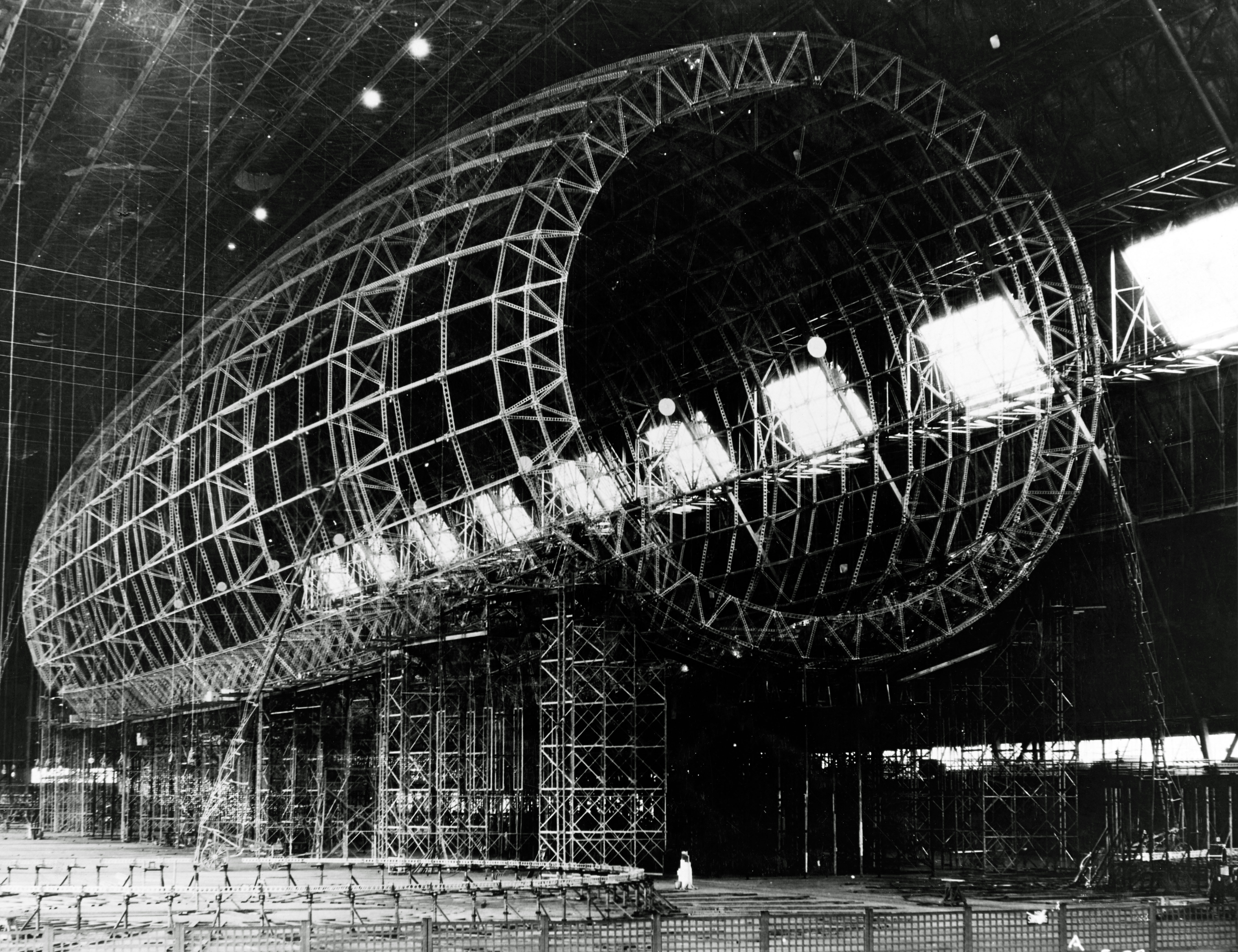
De USS Akron tijdens de bouw, november 1930
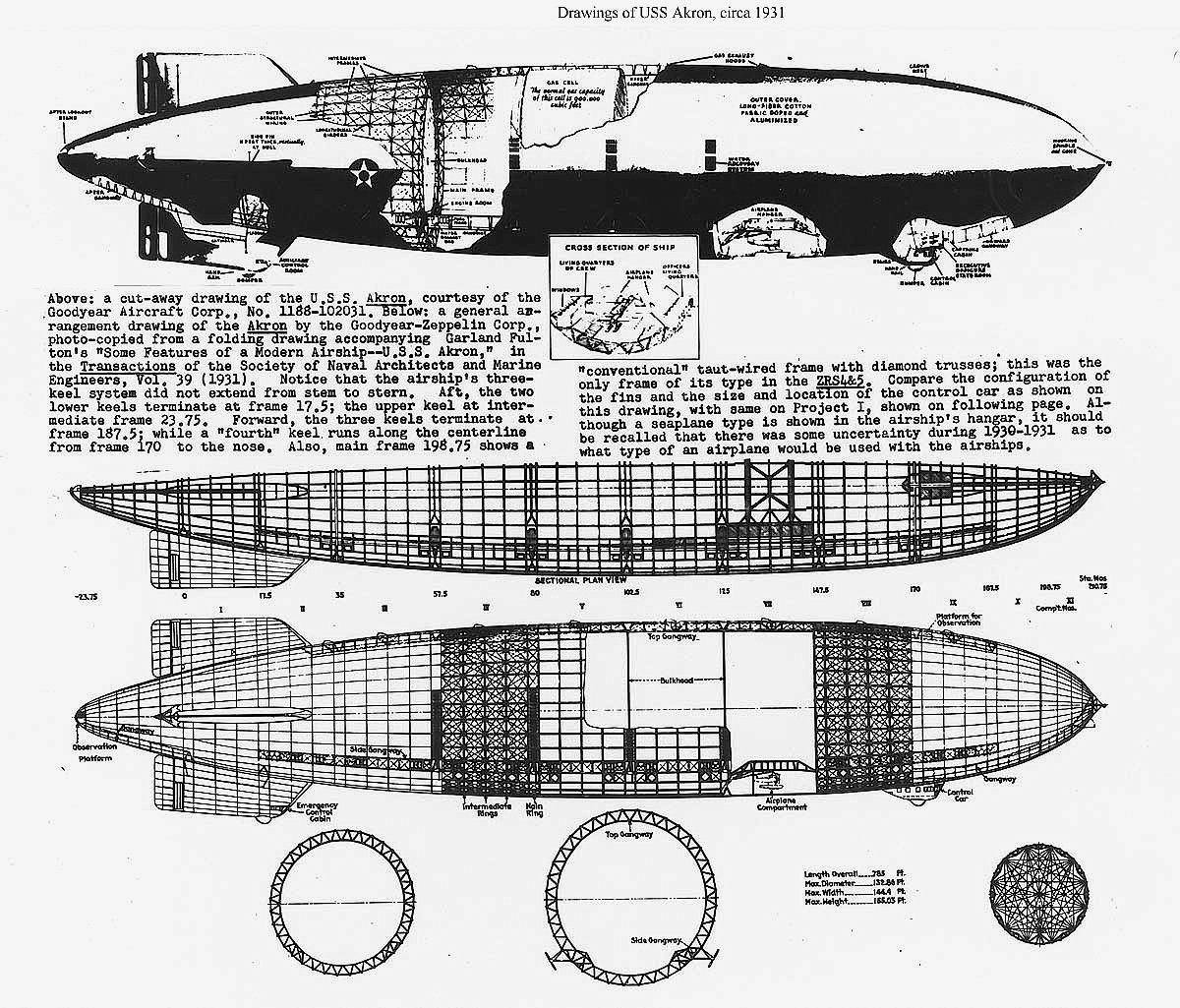
Een doorsnede van de USS Akron, circa 1931
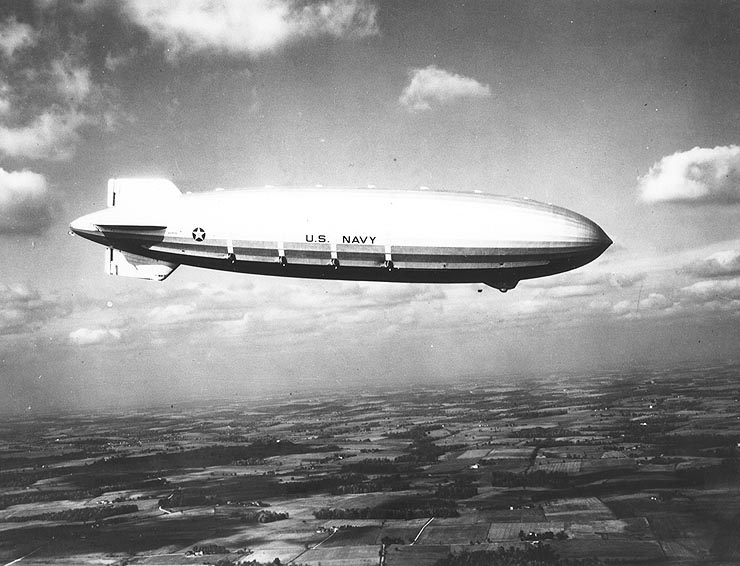
De USS Akron tijdens een vlucht, november 1931
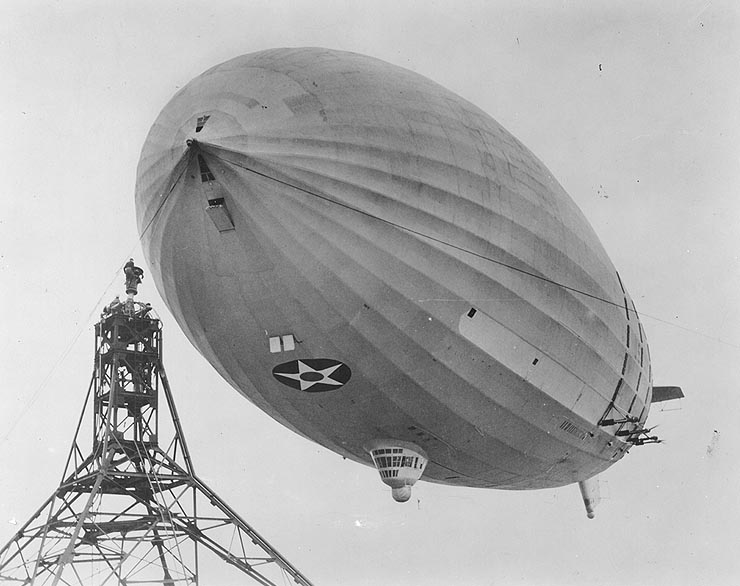
De USS Akron aan de ankermast
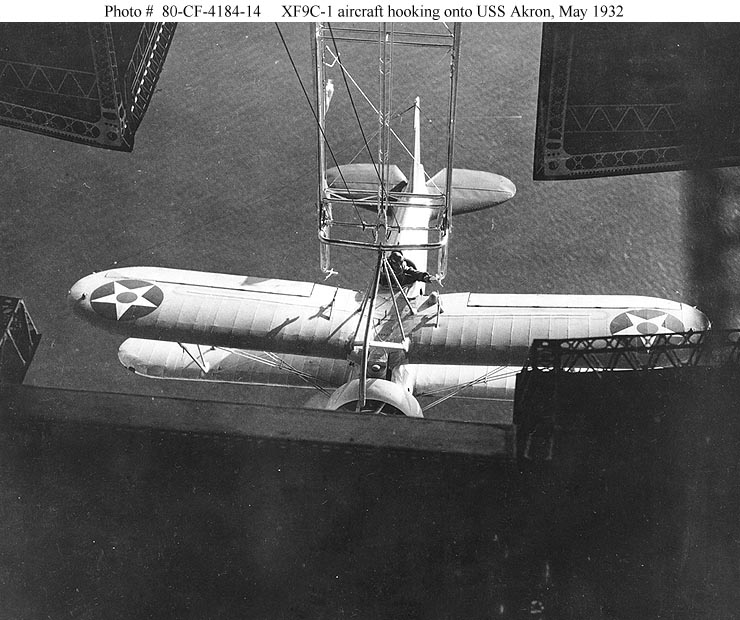
Een XF9C-1 vliegtuig haakt aan waarna het wordt binnengehaald, mei 1932.
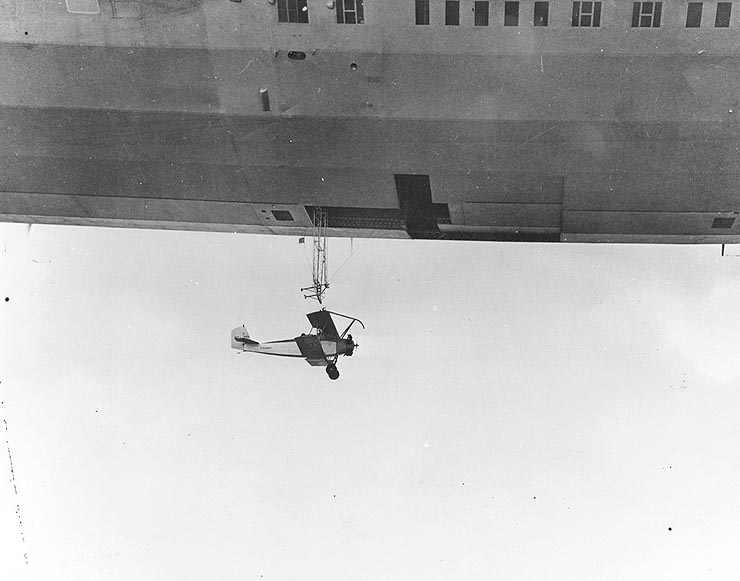
De USS Akron lanceert zijn N2Y-1 vliegtuig.
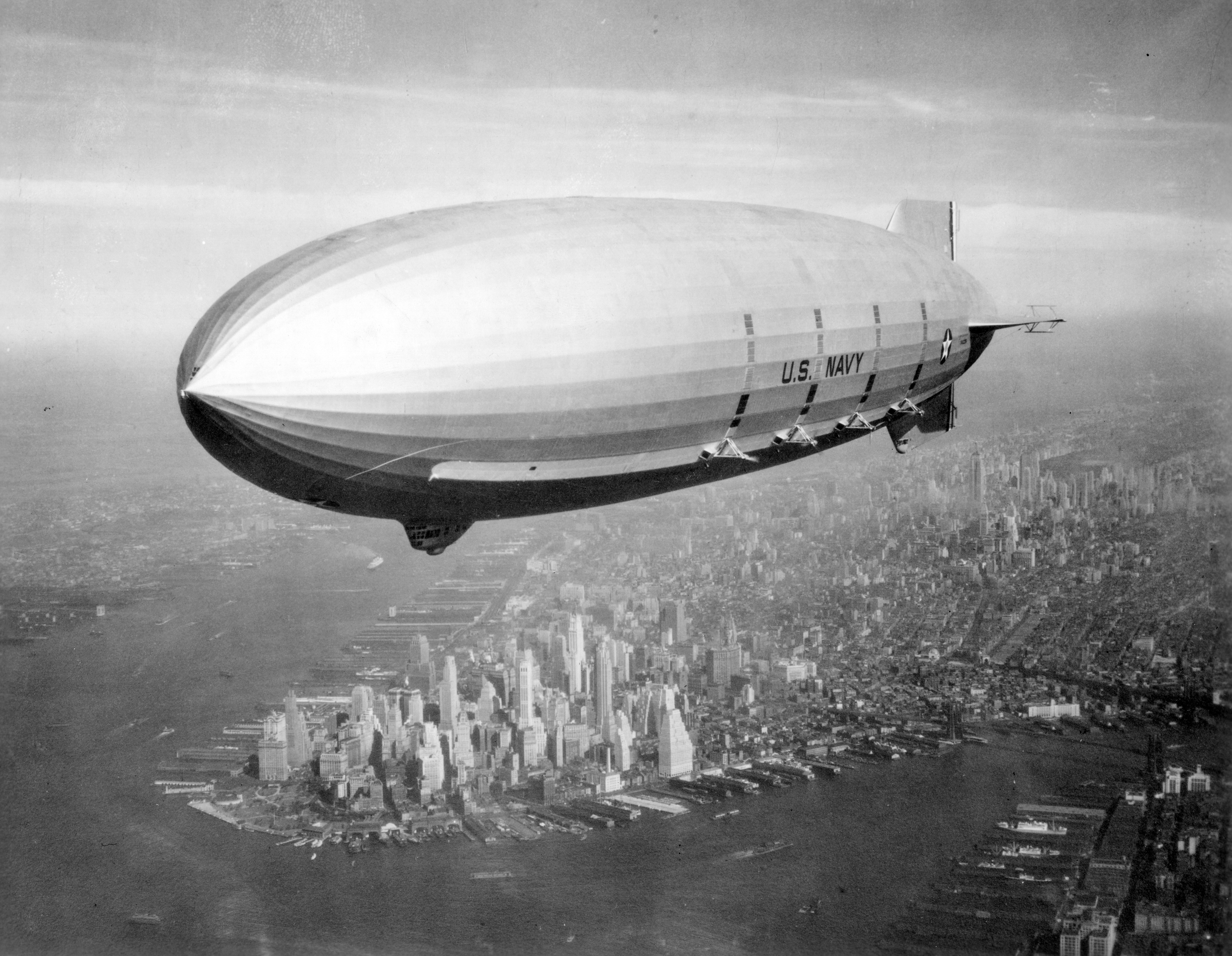
De Macon vliegt boven Manhattan.
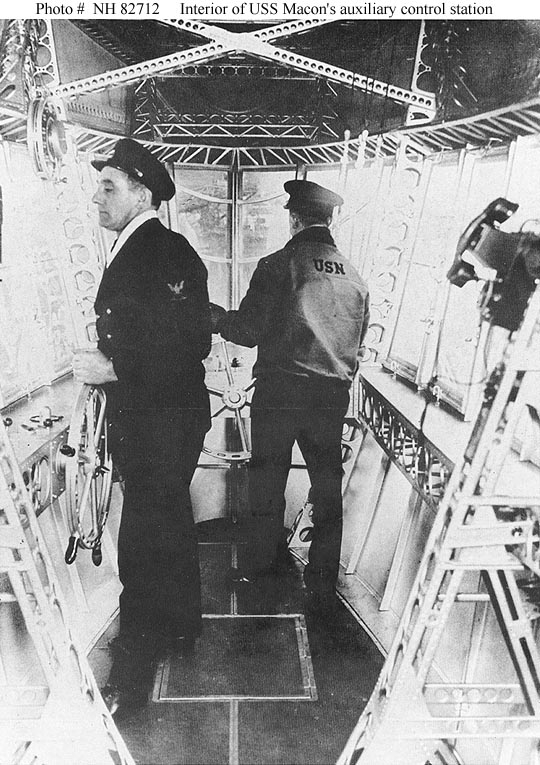
Blik in de auxiliary control station in de staartvin